# 山中湖村民歌
「山中湖村民歌」（やまなかこそんみんか）は、日本の山梨県南都留郡山中湖村が制定した村民歌である。作詞・有馬朗人、作曲・藤井万利子。

## 解説
山中湖村は1889年（明治22年）の町村制の施行時に南都留郡中野村として発足して以来、一度も市町村合併を行っていないが1965年（昭和40年）に村の象徴である山中湖を採用し、現村名へ変更してから55周年に当たる2020年（令和2年）に向けた記念事業として村民歌の制定が企画された。
作詞は元文部大臣で東京大学総長を歴任した物理学者の有馬朗人が村の主宰する俳壇の選者であった縁から2019年（令和元年）8月に依頼され、提供を受けた歌詞を基に長崎県出身で村に移住したシンガーソングライターの藤井万利子が作曲した後、2020年5月に完成した。同年9月より村立山中湖中学校ジャズバンド部とアマチュア音楽家らの演奏で音源の収録を行い、村内の全1100世帯へCDが無料配布された。同年12月1日からは村内の防災無線で午後3時の時報に採用されたが、有馬はその直後の12月6日に90歳で逝去し、本楽曲が遺作となっている。